# Adormita

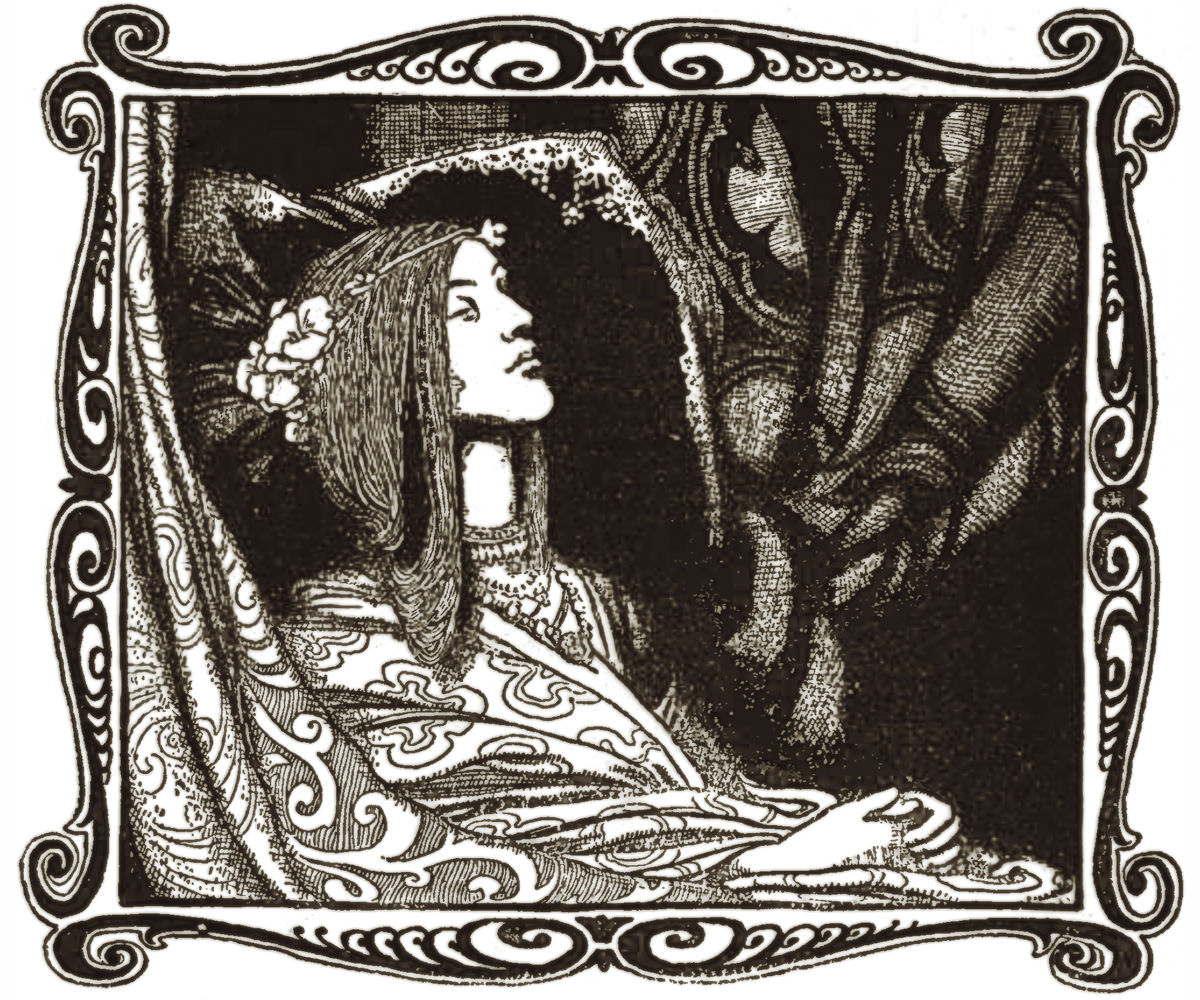
Ilustrație realizată de Hugh Noel și publicată într-un volum editat în 1900.

„Adormita” (în engleză The Sleeper) este un poem al scriitorului american Edgar Allan Poe. O versiune timpurie a fost publicată în 1831 sub titlul Irene. Aceasta a fost refăcută de poet, iar versiunea modificată a fost publicată la 3 mai 1845 în Broadway Journal.  Este un poem de dragoste pentru o femeie decedată și a fost, probabil, inspirat de poemul Cristabel (1797-1800) de Samuel Taylor Coleridge (1772–1834). Poe a considerat-o până la moartea sa ca fiind una dintre cele mai reușite poezii scrise de el.
Criticul Vladimir Streinu îl considera o cantilenă funebră ce evocă „priveghiul la căpătâiul celei care doarme”, sugerând atracția necrofilă exercitată de ideea morții asupra sensibilității sale amoroase ce oscilează între serafism (credința într-un spațiu astral în care va întâlni sufletele iubitelor) și macabru (contemplarea descompunerii materiei).

## Formă și conținut
Poemul este compus din 4 strofe cu 17, 19, 8 și 16 versuri (în total 60 de versuri). Forma sa este foarte clară și consistentă în ceea ce privește rima și metrica, iar pe de altă parte vagă, în mișcare și evazivă în ceea ce privește atmosfera și perspectiva.
În prima strofă este descrisă o scenă care are loc pe un munte pustiu la miezul nopții. Ceața, un crin, un lac și o ruină sunt personificate ca dormind sau aflate într-o mișcare foarte nerăbdătoare. În mijlocul acestei frumuseți adormite se odihnește Irene.
În cea de-a doua strofă doamna este întrebată de două ori la persoana a II-a dacă nu găsește că mediul în care se află este cam ciudat. După prima întrebare vântul este descris personificat în mișcare, iar umbrele sunt descrise scăzând și crescând. După cea de-a doua întrebare naratorul spune un monolog în care își exprimă surprinderea cu privire la apariția doamnei în acest mediu. La sfârșitul anului acesta înstrăinat mai tăcerea și absența unui răspuns la întrebările sale. Acest monolog poate fi privit ca un punct de cotitură al baladei.
În cea de-a treia strofă se revine la perspectiva de persoana a III-a. Este remarcat faptul că doamna doarme, iar naratorul speră că somnul ei să fie la fel de adânc și protejat. Spre deosebire de celelalte strofe, ea are o formă simetrică, aceasta fiind singura modificare metrică a întregii balade (3:39). Pe de o parte naratorul liric este conștient de moartea iubitei sale, iar pe de altă parte este complet sigur cu privire la potrivirea speranțelor sale cu privire la ființa ei.
Cea de-a patra strofă rupe atmosfera. Naratorul liric recunoaște din nou moartea iubitei sale, dar dorește acum ca viermii să umble lin în jurul ei. În loc să se afle în castelul de sub cer (3:39) iubita sa pare să se afle într-o criptă adâncă, posibil într-un mormânt, la a cărui poartă ea a aruncat inutil o piatră în copilăria sa. Niciodată nu va mai putea să scoată un sunet de acolo. Era destul de groaznic să-și imagineze că acolo se aflau morți, care se văitau în tăcere în criptă.

## Istoricul publicării
Poemul a fost publicat pentru prima dată sub titlul Irene în volumul Poems of Edgar A. Poe din 1831. El a fost apoi republicat într-o formă modificată la 3 mai 1845 în Broadway Journal.
Prima traducere în limba română a fost realizată de Ioan S. Spartali și publicată sub titlul „Somnoroasa” în Revista literară, anul XVII, 1896, nr. 3. Poezia a fost tradusă apoi de Emil Gulian (publicată în decembrie 1937 sub titlul „Somnoroasă”) în Revista Fundațiilor Regale și de Dan Botta (publicată în 1963 sub titlul „Adormita” în volumele Scrieri alese, editate de Editura pentru Literatură Universală din București, în colecția „Clasicii literaturii universale”).

## Comentarii analitice

### Perspectivă și atitudine
Balada povestește întâmplările și impresiile pe tot parcursul ei din perspectiva unui narator. Abordarea narativă, cu toate acestea, este extrem de dificil de înțeles și este modificată constant în întregul baladă. În timp ce naratorul romanticizează atmosfera și moartea iubitei sale și realizează comparații cu o stare de odihnă și de somn, dar prezintă în curând o perspectivă negativă asupra tăcerii și a stării de spaimă: ceea ce a început ca o plimbare la miezul nopții devine acum o criză psihologică profundă, reprimată a eului liric. Prin discursul direct se încearcă influențarea înțelegerii. La final apare o pledoarie disperată pentru teama copleșitoare că iubita lui nu și-ar putea găsi pacea.

### Rimă și metrică
Rima și metrica baladei sunt foarte simple și clare. Sistemul este predeterminat cu prima rimă pereche aproape pentru întreaga poezie. El este rupt doar în anumite puncte și este adăugat din nou după aceea. Poziția rigidă a celor doi parametri este în contrast complet cu mișcările emoționale și atmosferice din text, ceea ce constituie un efect de distanțare.

#### Rimă
Întreaga baladă este formată din rime perechi pure predominant masculine, găsindu-se uneori grupuri aleatoare de rime formate din trei versuri. Prima strofă are o rimă împerecheată (1:17). Cea de-a treia strofă are în schimb doar o rimă cu structură simetrică. (aaa bb ccc) În afară de rimele vocale, poezia conține multe aliterații.

#### Metrică
Întreaga baladă este format din tetrametri iambici cu doar o fracțiune la 3:39 (troheu catalectic-pentametric).

## Trivia
„In the higher qualities of poetry, it is better than The Raven—but there is not one man in a million who could be brought to agree with me in this opinion.”—Poe scriindu-i unui cititor în 1849
În Dead Lovers' Sarabande al proiectului muzical Sopor Aeternus din Frankfurt piesa care folosește textul poeziei lui Poe are o poziție centrală.